# カンパニー (即興グループ)
カンパニー（Company）は、1976年にギタリストのデレク・ベイリーが考案した、絶えず変化するフリー・インプロヴィゼーション・ミュージシャンのコレクションである。このコンセプトは、他の方法では一緒に仕事をする機会がなかったかもしれない、挑戦的で芸術的に刺激的なプレイヤーの組み合わせを作り出すためのものである。
エヴァン・パーカー、アンソニー・ブラクストン、トリスタン・ホンシンガー、ミシャ・メンゲルベルク、ロル・コックスヒル、フレッド・フリス、スティーヴ・ベレスフォード、スティーヴ・レイシー、ジェイミー・ミューア、ジョニー・ダイアニ、レオ・スミス、ハン・ベニンク、ユージン・チャドボーン、ヘンリー・カイザー、ジョン・ゾーン、バケットヘッド、ジョージー・ボーン、その他大勢が様々な時期にカンパニーに在籍した。ベイリーが主催するフリー・インプロヴィゼーション・フェスティバルである「カンパニー・ウィークス」は、1977年から1994年まで毎年1週間にわたって開催された。

## ディスコグラフィ

### アルバム
- 『カンパニー1』 - Company 1 (1976年) ※デレク・ベイリー、エヴァン・パーカー、トリスタン・ホンシンガー、マールテン・アルテナ
- 『カンパニー2』 - Company 2 (1976年) ※デレク・ベイリー、アンソニー・ブラクストン、エヴァン・パーカー
- 『カンパニー3』 - Company 3 (1976年) ※デレク・ベイリー、ハン・ベニンク
- 『カンパニー4』 - Company 4 (1977年) ※デレク・ベイリー、スティーヴ・レイシー
- Company 5 (1977年) ※デレク・ベイリー、レオ・スミス、スティーヴ・レイシー、エヴァン・パーカー、アンソニー・ブラクストン、トリスタン・ホンシンガー、マールテン・アルテナ
- Fictions (1977年)
- Company 6 & 7 (1978年)
- Fables (1980年)
- Epiphany / Epiphanis (1982年)
- Trios (1983年)
- Once (1987年)
- Company 91 (1992年) ※ボリューム1-3
- Company in Marseille (2001年) ※1999年録音

## 文献
- デレク・ベイリー: 『インプロヴィゼーション 即興演奏の彼方へ』 - Improvisation - Its Nature and Practice in Music - Da Capo Press 1992年
- ベン・ワトソン: 『デレク・ベイリー インプロヴィゼーションの物語』 - Derek Bailey and the Story of Free Improvisation - Verso 2004年